# بخش اکن
بخش اکن (به لاتین: Aquin Arrondissement) یک منطقهٔ مسکونی در هائیتی است که در شهرستان جنوبی واقع شده‌است. بخش اکن ۱٬۰۳۹٫۲۷ کیلومتر مربع مساحت و ۲۱۷٬۸۲۷ نفر جمعیت دارد.